# Lill-Gitssjön
Lill-Gitssjön är en sjö i Vilhelmina kommun i Lappland och ingår i Ångermanälvens huvudavrinningsområde. Sjön har en area på 0,592 kvadratkilometer och ligger 674,9 meter över havet. Lill-Gitssjön ligger i Gitsfjället Natura 2000-område. Sjön avvattnas av vattendraget Gitsån.

## Delavrinningsområde
Lill-Gitssjön ingår i det delavrinningsområde (718923-149491) som SMHI kallar för Utloppet av Lill-Gitssjön. Medelhöjden är 708 meter över havet och ytan är 4,26 kvadratkilometer. Räknas de 4 avrinningsområdena uppströms in blir den ackumulerade arean 37,07 kvadratkilometer. Gitsån som avvattnar avrinningsområdet har biflödesordning 4, vilket innebär att vattnet flödar genom totalt 4 vattendrag innan det når havet efter 285 kilometer. Avrinningsområdet består mestadels av skog (41 procent) och sankmarker (42 procent). Avrinningsområdet har 0,6 kvadratkilometer vattenytor vilket ger det en sjöprocent på 14 procent.